# دیوید اشنایدر (تنیس‌باز)
دیوید اشنایدر (انگلیسی: David Schneider؛ زادهٔ ۱۷ مهٔ ۱۹۵۵) یک تنیس‌باز اهل آفریقای جنوبی است.